# Sonnia de Marques
Sonnia Gutiérrez Cassagnne (13 de julio de 1953), también conocida como Sonnia de Márques es una pintora ecuatoriana.

## Biografía
Gutiérrez es graduada de la Institución Educativa Ciencia y Vida en el año 2007, con el título de Comercio y Administración para después continuar sus estudios en el Instituto Tecnológico Superior Euroamericano, obteniendo en el año 2011 el título de Técnica Superior en Artes Plásticas y posteriormente en el año 2012 el Título de Tecnóloga en Artes Plásticas y visuales en el mismo instituto.
Formó parte de la Asociación Cultural de artistas plásticos las Peñas y fue promotora del Tecnológico Euroamericano además de formar parte de muchas exhibiciones a nivel nacional. Algunas de sus más destacadas participaciones son la Inauguración en el Salón de la Mujer el 8 de marzo de 2012, en donde presentó una de sus obras bajo el tema Identidad. Además de participar  con sus obras en eventos benéficos como la subasta en beneficio de la artista plástica y gestora cultural Patricia León quien fue intervenida quirúrgicamente  por un aneurisma cerebral, la cual se efectuó  en la Casa de la Cultura, Núcleo del Guayas.

## Carrera
Es la creadora de la "Galería de artistas", afirma que todos pueden ser artistas y depende de la voluntad y de la pasión del profesor el enseñar. Para Sonnia descubrir el potencial y desarrollar el intelecto del estudiante es un proceso en el que trata que la persona se sienta libre.
A pesar de que incursiona con características propias de ella en otros textos pictóricos para ella trasladar a sus lienzos el mundo de los caballos es su mayor predilección, esta afición por los caballos se desarrolló en la etapa de su niñez pues su padre la llevaba de vacaciones a una hacienda cercana de la ciudad de Guayaquil. Luego de algunos años, cuando tenía claro que quería continuar con su vida dedicada a la pintura y tras descubrir entre las cosas de su esposo Antonio Marques Firmino un maletín lleno de pinceles, óleos y otros materiales, jamás dejó de plasmar sus pasiones en tela.
En el transcurso de muchos años y durante la presentación de sus obras en las exposiciones individuales y colectivas, sus creaciones lograron el aplauso de la crítica y del público en general, porque la diversidad de propuestas en torno al tema central se entrega bien lograda, realzando el color y los movimientos llamativos de sus protagonistas. 
Realiza tareas culturales y de servicio comunitario puesto que forma parte de la Casa de la Cultura Ecuatoriana, núcleo del Guayas, Asociación Cultural Las Peñas y Agrupación Cultura y Fraternidad. Además preside el Centro Euroamericano de Estudio y Cultura y es parte del directorio del Comité de Damas del Cuerpo Consular, en donde su esposo es cónsul de Portugal en Guayaquil y vicepresidente del Cuerpo Consular. 
Muchas pinacotecas del país y exterior contienen numerosas de sus creaciones, las cuales son admiradas en especial por los amantes de la hípica y de la cría de caballos de paso. Es por esta razón que hay muchas personas que prefieren recibir un cuadro de ella en lugar de trofeos.
En 1990 junto a su esposo el Ing. Antonio Marques forman dos Instituciones de enseñanza: El Centro de Estudios Informáticos EDP y el Taller de Arte y Dibujo y Pintura en los cuales los dos impartieron enseñanzas de acuerdo a sus especialidades y áreas en las diferentes instituciones. Para el año siguiente de su creación estas dos instituciones comienzan a ser diseñadas especialmente para la función educativa equipándose y edificándose acorde a las necesidades modernas de la educación tecnológica. En el año 1997 deciden unir los dos programas para formar el Centro EuroAmericano de Estudio y Cultura que ofrece una combinación de técnicas de  informática con el arte pictórico. Este Centro de Estudio y Cultura contó con las debidas autorizaciones y permisos del Ministerio de Educación y de esa manera se comienzan a impartir cursos, seminarios, exposiciones, etc…, que trataban temas relacionados con las áreas de informática y las artes gráficas, las cuales tuvieron gran aceptación por parte del alumnado.
En el año 2003 el CONESUP les otorga el permiso para operar como el Instituto Tecnológico EuroAmericano, que fue dado gracias al apoyo de los hijos de los promotores: Carlos Alberto en el área de diseño gráfico, Antonio Manuel en el área de imágenes y sonido, y Marielisa Marques en Administración y Relaciones Públicas que se encargaron de cumplir con todos los requisitos académicos para que el Instituto Tecnológico pueda comenzar a funcionar con la aceptación de la CONESUP, ofertando las carreras de Diseño Gráfico, Artes Plásticas y Administración de Empresas. Posteriormente el Centro Euroamericano de Estudio y Cultura se convierte en el Centro Cultural del Tecnológico, bajo la dirección de la Prof. Sonnia de Marques y la Lic. Marielisa Marques, dedicado tanto  a la divulgación del arte como a la organización de eventos sociales y culturales.En el año 1999 los promotores comienzan con la construcción de un interesante Complejo Educativo y Recreativo "AVESTRULANDIA" con canchas deportivas, lugares de recreación y esparcimiento que contribuyen  al bienestar estudiantil ya que incentiva la participación de los alumnos en diferentes campeonatos, concursos, días de confraternidad, así como en proyectos de investigación .